# Marion Montaigne
Pour les articles homonymes, voir Montaigne (homonymie).
Marion Montaigne, née le 8 avril 1980 à Saint-Denis de La Réunion, est une illustratrice et scénariste de bande dessinée française, spécialisée dans la vulgarisation scientifique.

## Biographie
C'est à l'adolescence, alors inscrite au collège catholique de l'ensemble scolaire Jean-XXIII de Montigny-lès-Metz, qu'elle développe un certain appétit pour les sciences naturelles. Au lycée, elle décide de suivre des cours de bandes dessinées au sein d'une association. Malgré sa curiosité scientifique, elle décide de s'orienter vers un baccalauréat en économie pour faire plaisir à ses parents. Ancienne étudiante de l'école Estienne, elle intègre ensuite l'école des Gobelins. Elle travaille un temps dans le domaine de l'animation pour TF1 Jeunesse.
En 2002 ou 2003, elle participe à la publication en ligne expérimentale Station Delta, initiée par Thierry Smolderen et Dominique Bertail, entre autres, sous le pseudonyme Bochausson. Au milieu des années 2000, elle participe à Capsule cosmique, un magazine de bandes dessinées pour la jeunesse qui, en deux ans d'existence a rassemblé toute une génération de talents désormais établis : Riad Sattouf, Lisa Mandel, Dorothée de Monfreid, Mathieu Sapin, Catherine Meurisse, Émile Bravo et bien d'autres.
Depuis 2008, elle est l'autrice d'un blog humoristique de vulgarisation scientifique intitulé Tu mourras moins bête (mais tu mourras quand même). En peu de temps, Tu mourras moins bête (adapté en dessin animé pour la chaîne Arte en 2016) s'est imposé comme référence dans le domaine de la bande dessinée didactique et se singularise par le mélange entre un souci d'exactitude scientifique (ses notes de blogs sont accompagnées de références) et un humour débridé qui tient d'auteurs de mangas tels qu'Akira Toriyama autant que d'auteurs et autrices français comme Claire Bretecher ou Reiser, à qui elle est souvent comparée : « la jeune femme a, sous ses dehors sages, inventé un genre : la vulgarisation scientifique trash, parfois méchante, mais jamais bête ».
Longtemps cantonnée aux sciences « dures », et tout particulièrement à la biologie, qui la passionne depuis le collège, elle s'est aussi intéressée aux sciences humaines avec l'album Riche, pourquoi pas toi ?, co-écrit avec les sociologues Michel Pinçon et Monique Pinçon-Charlot.
En 2010 et 2011, elle a participé au feuilleton en ligne Les Autres Gens scénarisé par Thomas Cadène. Elle participe depuis mars 2013 à la revue de bande dessinée numérique Professeur Cyclope. Elle a aussi contribué aux revues La Revue dessinée et Topo. Son travail pour le site web de l'émission Personne ne bouge ! (Arte), a donné lieu à un recueil de récits humoristiques inspirés par le thème de pop culture de chaque émission et compilé sous le titre Bizarama culturologique. Elle revient vite à la vulgarisation scientifique puisqu'en 2016, elle signe L'Intelligence artificielle, premier album de la collection La Petite Bédéthèque des savoirs aux éditions du Lombard.
En 2016 et 2017, elle a accompagné Thomas Pesquet lors de sa préparation puis de sa réadaptation à la vie terrestre, à Houston, à la cité des étoiles à Moscou, au centre de lancement de Baïkonour et à Cologne. Il a même répondu à ses questions depuis l'espace. Elle en a tiré un album, Dans la combi de Thomas Pesquet, sorti en novembre 2017 et dévoilé à la presse en présence du spationaute, au moment de l'anniversaire du décollage de sa mission vers la station spatiale internationale. À cette occasion, Thomas Pesquet a déclaré : « Le public ne se doute pas à quel point mes collègues et moi rions tout le temps. On est tous très sérieux dans notre métier mais on ne se prend pas au sérieux (...) Nous ne sommes pas que de l'étoffe des héros, mais aussi des gens normaux. Cette bande dessinée m'a réconcilié avec moi-même ». Il ne s'agit pourtant pas d'une biographie classique : « Sur son enfance et son adolescence, j’ai beaucoup brodé. Je l’ai peu interrogé sur sa vie privée et son passé – il est de toute façon évasif sur le sujet, et j’avais tellement de questions à poser sur ce que je voyais… Et puis je n’avais pas envie de réaliser une biographie classique, mais un récit sur l’archétype de l’astronaute. Je me suis dit qu’il était bon élève, qu’il avait tel âge à telle époque (peu ou prou le mien, puisqu’il a deux ans de plus que moi), et j’ai calqué mes souvenirs sur le tout. Sur le papier, sa mère ressemble à la mienne ».
En mars 2014, elle figure parmi les autrices mises en valeur par l'exposition Regards de femmes aux côtés de Claire Bretécher, Florence Cestac, Anne Simon, Annie Goetzinger, Catherine Meurisse et de Vanyda. Pour sa 45e édition, le Festival international de la bande dessinée d'Angoulême a présenté une exposition consacrée à l'œuvre et au processus de travail de Marion Montaigne, Marion Montaigne ramène sa science.
En 2020, elle est choisie pour présider le jury du festival d'Angoulême. Interviewée à la radio, elle lit une lettre au ministre de la Culture, Franck Riester, à qui elle demande de rendre public le rapport Racine, qui fait un état des lieux des conditions de vie des auteurs de bande dessinée, terminant son texte par : « Nous avons hâte de vous voir à Angoulême, monsieur Riester, mais si vous avez oublié le rapport, s’il vous plaît épargnez le budget de l’État et restez chez vous »,,.
En 2023, six ans après Dans la combi de Thomas Pesquet, Marion Montaigne publie un album de même format, toujours aux éditions Dargaud, Nos mondes perdus. Tout en racontant l'Histoire de la paléontologie, elle réfléchit, de manière très personnelle, voire introspective, au dessin, à la science, à nos représentations mentales comme à la place des femmes dans le monde scientifique, mais aussi à la vie et à la mort. « On fait ce qu'on peut à l'échelle humaine pour comprendre ce qu'on fait sur cette planète et à l'échelle personnelle pour comprendre d'où on vient ».

Pour Benjamin Roure, dans Livres Hebdo, « Aussi instructif qu'hilarant, Nos mondes perdus dépasse largement le cadre de la BD documentaire ou de l'autobiographie. C'est un album buzzle brillant sur les fondements de l'obsession humaine pour une espèce disparue ‒ miroir de sa propre finitude ‒, mais aussi sur la magie du dessin pour donner corps aux fantasmes, et l'importance de suivre son instinct et ses envies. »

## Publications

### Illustrations et jeunesse
- Attention chien savant ! texte d'Elsa Devernois, éd. Lito 2007
- 100 % mots rigolos, texte de Céline Potard
- 100% énigmes, avec Céline Potard, éd. Lito 2007
- 100% records, texte de Virginie Loubier, éd. Lito 2008
- 100% excellent ! 100% régional !, avec Stéphanie Duval, Corinne Acha et Sophie Muttener, éd. Bayard Jeunesse 2009  (ISBN 978-2747028271)
- Ma bande à moi, avec Benjamin Perrier, Tourbillon
- Les sept coups de génie de madame Bigabanga : Du Big Bang à la naissance de l'homme, l'histoire de l'univers en 200 pages, par Jean-Noël Fenwick, éd. Albin Michel 2010  (ISBN 978-2226217363)
- Étonnant bestiaire, avec Michèle Mira Pons, Actes Sud junior 2010
- Les Bêtes qui rôdent, qui rongent, qui rampent à la ville, avec Jean-Baptiste de Panafieu et Lucie Rioland, éd. Gulf Stream éditeur 2011
- La Toile et toi, avec Philippe Godard, éd. Gulf stream éditeur 2012
- Les Pierres qui brûlent, qui brillent, qui bavardent, avec Martial Caroff, éd. Gulf stream éditeur 2012  (ISBN 978-2354881634)
- Chroniques de science improbable, avec Pierre Barthélémy, éd. Dunod 2013 (Prix "Le goût des sciences" 2013)
- Improbablologie et au-delà: Nouvelles chroniques de science improbable, avec Pierre Barthélémy, éd. Dunod 2014  (ISBN 978-2100706662)
- La science improbable du Dr Bart, avec Pierre Barthélémy, éd. Dunod 2015  (ISBN 978-2-10-072583-0)
- Du big bang à l'alphabet, avec Jean-Noël Fenwick, Jean-Noël Fenwick éditeur (ebook) 2016

### Bandes dessinées
- Professeur Choupsky présente : Le Cafard, collection Onomatopée, éditions Lito, 2006  (ISBN 978-2244497204)
- Panique organique, Sarbacane, 2007.  (ISBN 978-2-84865-184-2)
- La Vie des très bêtes, Bayard, 2008.  (ISBN 978-2-7470-2468-6)
- Youri et Margarine 1. Dans l'espace, éd. Tourbillon, 2009  (ISBN 2-84801-438-5)
- Youri et Margarine 2. Mission Cacahuète, éd. Tourbillon, 2019  (ISBN 979-10-27607-75-4)
- La Vie des très bêtes. Ils reviennent !, Bayard, 2010.  (ISBN 978-2-7470-3071-7)
- Tu mourras moins bête... :

1. La science, c'est pas du cinéma !, Ankama Éditions, 2011  (ISBN 978-2-7470-3071-7)
2. Quoi de neuf, docteur Moustache ?, Ankama Éditions, 2012  (ISBN 978-2-359-10293-2) Prix du public Cultura au festival d'Angoulême 2013.
3. Science un jour, Science toujours !, Delcourt, 2014  (ISBN 978-2-7560-6183-2)
4. Professeur Moustache étale sa science !, Delcourt, 2015  (ISBN 978-2-7560-7317-0) - Sélection officielle du Festival d'Angoulême 2016.
5. Quand y'en a plus, y'en a encore !, Delcourt, 2019  (ISBN 978-2-413-02189-6)
6. In Moustachum veritas, Delcourt, 2024  (ISBN 978-2-413-08616-1)

- Marion Montaigne (dessin), Monique Pinçon Charlot (scénario) et Michel Pinçon (scénario), Riche, pourquoi pas toi ?, Paris/Madrid/Bruxelles etc., Dargaud, 2013, 133 p. (ISBN 978-2-205-07176-4)
- Bizarrama culturologique, éd. Delcourt 2015  (ISBN 978-2756071947)
- Marion Montaigne (dessin) et Jean-Noël Lafargue (scénario), L'Intelligence artificielle, Bruxelles, Le Lombard, coll. « La petite Bédéthèque des Savoirs », 2016, 72 p. (ISBN 978-2-8036-3638-9)[16]
- Dans la combi de Thomas Pesquet, Paris/Barcelone/Bruxelles etc., Dargaud, novembre 2017, 204 p. (ISBN 978-2-205-07639-4). Prix du public Cultura au festival d'Angoulême 2018.
- Marion Montaigne (scénario et dessins), Nos mondes perdus, Dargaud, 10 novembre 2023, 208 p. (ISBN 2205208098, présentation en ligne)

### Collectif
- Les Autres Gens, de Thomas Cadène, t. 2 et t. 3 (résumés des deux premiers mois), Dupuis, 2011.
- Marion Montaigne, « Quand l'artiste rencontre le chercheur », dans Jean-Paul Fourmentraux et al., Art et science, Paris, CNRS éditions, coll. « Les essentiels d'Hermès », 2012 (ISBN 9782271075086, présentation en ligne)
- Comicscope de David Rault, L'Apocalypse, 2013.
- Axolot t. 1 de Patrick Baud (segment Les cellules d'Henrietta Lacks), Delcourt, 2014
- Ne parlez pas de violences policières La Revue Dessinée, 2020

## Adaptation
Tu mourras moins bête... est l'adaptation par l'autrice des bandes dessinée du même nom, diffusées par la chaîne de télévision franco-allemande Arte depuis janvier 2016. La première saison contient 30 épisodes et la seconde (2017), 40, les troisième (2020) et quatrième (2025) saisons, 30 épisodes chacune, ce qui fait 130 films (~390 minutes) au total.

C'est l'acteur François Morel qui prête sa voix au professeur Moustache.
- Tu mourras moins bête, saison 1, DVD Zone 2, éd. Folimage, 19 janvier 2016 (ASIN B017278FQO)
- Tu mourras moins bête, saison 2, DVD Zone 2, éd. Folimage, 21 novembre 2017 (ASIN B074486N8G)

## Prix
- 2013 : Prix du public Cultura au festival d'Angoulême pour Tu mourras moins bête... t. 2 : Quoi de neuf, docteur Moustache ?
- 2018 : Prix du public Cultura au festival d'Angoulême pour Dans la combi de Thomas Pesquet
- 2018 : Grand prix de l'affiche au festival Quai des Bulles[17]
- 2021 : Prix du livre Sciences pour tous pour Dans la combi de Thomas Pesquet.